# Kreuz Mutterstadt
Kreuz Mutterstadt in een knooppunt in de Duitse deelstaat Rijnland-Palts.
Op dit knooppunt kruist de A61 vanaf de Nederlandse grens ten noordwesten van Nettetal-Dreieck Hockenheim de A65 de Ludwigshafen-Wörther Aansluiting.

## Geografie
Het Kreuz Mutterstadt ligt ongeveer 2 km ten westen van het centrum van Mutterstadt. ongeveer 10 kilometer ten zuidwesten van Ludwigshafen
Nabijgelegen stadsdelen zijn  Ludwigshafen-Maudach, Ludwigshafen-Rheingönheim, Ludwigshafen-Ruchheim.
Nabijgelegen plaatsen zijn Dannstadt-Schauernheim, Limburgerhof, Schifferstadt en Assenheim.

## Naamgeving
Het knooppunt is vernoemd naar het dorp Mutterstadt dat ten oosten van het knooppunt ligt.

## Configuratie
Knooppunt
Het is een klaverbladknooppunt met rangeerbanen langs de A61.
Rijstrook
Nabij het knooppunt hebben beide snelwegen 2x2 rijstroken.
Alle verbindingswegen hebben één rijstrook

## Verkeersintensiteiten
Dagelijks passeren ongeveer 150.000 voertuigen het knooppunt.
| Van                    | Naar                             | Gemiddeld aantal voertuigen per dag | Percentage vrachtverkeer |
| ---------------------- | -------------------------------- | ----------------------------------- | ------------------------ |
| AK Ludwigshafen (A 61) | AK Mutterstadt                   | 63.100                              | 20,3 %                   |
| AK Mutterstadt         | AS Schifferstadt (A 61)          | 46.000                              | 22,2 %                   |
| AS Mutterstadt (A 65)  | AK Mutterstadt                   | 30.900                              | 05,0 %                   |
| AK Mutterstadt         | AS Dannstadt-Schauernheim (A 65) | 44.800                              | 09,0 %                   |

## Richtingen knooppunt
| Aansluitende wegen                                     | Aansluitende wegen | Aansluitende wegen                                           | Aansluitende wegen | Aansluitende wegen                                     |
| ------------------------------------------------------ | ------------------ | ------------------------------------------------------------ | ------------------ | ------------------------------------------------------ |
|                                                        |                    | richting Ludwigshafen / Saarbrücken Mainz / Koblenz          |                    | richting Mutterstadt / de aansluiting Ludwigshafen-Süd |
|                                                        |                    |                                                              |                    |                                                        |
|                                                        |                    |                                                              |                    |                                                        |
|                                                        |                    |                                                              |                    |                                                        |
| richting Neustadt (Weinstr.) / Landau / Wörth am Rhein |                    | richting Speyer / Dreieck Hockenheim / Karlsruhe / Heilbronn |                    |                                                        |